# Борис Савовић
Борис Савовић (Требиње, 18. јун 1987) српско-црногорски је кошаркаш. Игра на позицији крилног центра.

## Биографија
Кошарком се бави од седме године, а 2003. прикључује се вршачком Хемофарму - на почетку игром у млађим категоријама, али већ у осамнаестој години добија прилику и у сениорском тиму овог клуба. Са првим тимом Хемофарма осваја и титулу првака Јадранске лиге 2004/05. и у њему остаје до 2009. године.
Сезону 2009/10. провео је у екипи Будућности из Подгорице, која у том периоду осваја оба национална трофеја. Након тога се вратио у Хемофарм, у коме овога пута бележи још запаженије роле. У јануару 2012. прешао ке у турски Галатасарај до краја сезоне.
У јулу 2012. потписао је уговор са Црвеном звездом. У Звезди проводи читаву наредну сезону и са њом осваја Куп Радивоја Кораћа за 2013. годину, а завређује и епитет најбољег скакача Јадранске лиге 2012/13. са просеком од 8,29 скокова по мечу. У сезони 2013/14. игра за минхенски Бајерн и са њима осваја Бундеслигу Немачке. И након тога се задржава у Немачкој, будући да у јулу 2014. потписује за Ратиофарм Улм. Од фебруара 2015. до краја те сезоне поново је бранио боје Будућности и списку освојених трофеја придодао још једно црногорско првенство.
Сезону 2015/16. почео је као играч Турк Телекома, али је напустио клуб у децембру 2015. године. Дана 25. децембра 2015. потписао је краткорочни уговор са Мега Лексом. У дресу Меге је наступио на само три утакмице и већ 15. јануара 2016. прешао је у Венецију до краја сезоне. У јулу 2016. по трећи пут је обукао дрес Будућности, и са њом је у сезони 2016/17. освојио оба домаћа трофеја. Средином јула 2017. потписао је за Зјелона Гору. У пољској екипи је био до 10. децембра 2018. када је прешао у Автодор Саратов до краја сезоне 2018/19.
У новембру 2019. потписао је за Гојанг Орионсе из Јужне Кореје. У овој екипи је био до фебруара 2020. када је због пандемије корона вируса одлучио да напусти клуб. Почетком марта 2020. потписао је уговор са руском Пармом. У септембру 2021. потписао је уговор са екипом Јенисеја из Краснојарска. Почетком јануара 2022. вратио се у српску кошарку и потписао краткорочни уговор са Мегом. Током сезоне 2022/23. наступао је за ОКК Београд у Кошаркашкој лиги Србије.

## Успеси

### Клупски
- Хемофарм:
  - Јадранска лига (1): 2004/05.
- Будућност:
  - Првенство Црне Горе (3): 2009/10, 2014/15, 2016/17.
  - Куп Црне Горе (2): 2010, 2017.
- Црвена звезда:
  - Куп Радивоја Кораћа (1): 2013.
- Бајерн Минхен:
  - Првенство Немачке (1): 2013/14.